# Liste der Baudenkmale im Stadtbezirk Hombruch
Die Liste der Baudenkmale im Stadtbezirk Hombruch enthält die denkmalgeschützten Bauwerke auf dem Gebiet des Stadtbezirks Dortmund-Hombruch in Nordrhein-Westfalen (Stand: 4. Februar 2025). Diese Baudenkmäler sind in der Denkmalliste der Stadt Dortmund eingetragen; Grundlage für die Aufnahme ist das Denkmalschutzgesetz Nordrhein-Westfalen (DSchG NRW).

Baudenkmäler sind „Denkmäler, die aus baulichen Anlagen oder Teilen baulicher Anlagen bestehen.“ Die Denkmalliste der Stadt Dortmund umfasst im Stadtbezirk Hombruch 58 Baudenkmäler.
Weiterhin sind die Bergbaurelikte Bittermärker Wald als Bodendenkmal in Teil B der Denkmalliste der Stadt Dortmund eingetragen.
Der Stadtbezirk Hombruch umfasst die Ortsteile Barop, Bittermark, Brünninghausen, Eichlinghofen, Großholthausen, Hombruch, Kirchhörde, Kleinholthausen, Kruckel, Löttringhausen, Lücklemberg, Menglinghausen, Persebeck, Renninghausen, Salingen, Schanze, Schönau und Schnee.

## Liste der Baudenkmäler
| Bild           | Bezeichnung                                                       | Lage                                   | Beschreibung | Bauzeit                          | Eingetragen seit | Denkmal- nummer |
| -------------- | ----------------------------------------------------------------- | -------------------------------------- | --- | -------------------------------- | ---------------- | --------------- |
| weitere Bilder | Wohnhaus mit separatem Wirtschaftsgebäude (ehem. Bergmannskotten) | Muddepenningweg 9 Karte                | Der ehem. Bergmannskotten wurde Ende des 19. Jahrhunderts errichtet. Vor dem Haus existiert noch ein kleines separates Wirtschaftsgebäude aus Backstein, das zum Denkmalumfang gehört. | um 1890                          | 1989-09-21       | A 0050          |
| weitere Bilder | Kapelle des Marienhospitals                                       | Gablonzstraße 9 Karte                  | Die Kapelle liegt im Obergeschoss eines nach drei Seiten freistehenden Krankenhausflügels des Marienhospitals. Sie wurde 1913 und 1914 in neugotischen Formen errichtet. | 1913–1914                        | 1991-09-21       | A 0051          |
| weitere Bilder | ehem. Hof Schmidt                                                 | Hohle Eiche 76 Karte                   | Zum Denkmal gehören das Haupthaus, die Lage der Nebengebäude und die Freiflächen mit den hofumgebenden Mauern. Das Hauptgebäude wurde vermutlich 1849 errichtet. | 1849                             | 1989-09-21       | A 0052          |
| weitere Bilder | ehem. Schultenhof                                                 | Stockumer Straße 109a Karte            | Der ehem. Schultenhof wurde nach einer Inschrift am Sturz des Deelentores 1818 durch Johann Heinrich Schulte und dessen Ehefrau Catarina Margareta erbaut. | 1818                             | 1989-09-21       | A 0053          |
| weitere Bilder | ehem. Hof Junge                                                   | Beisterweg 16 Karte                    | Das Fachwerkhaus ist mit 1768 bezeichnet und wurde in die noch nicht geteilte Baroper Heide gebaut. | 1768                             | 1989-09-26       | A 0091          |
| weitere Bilder | ev. Lutherkirche, Barop                                           | Lehnertweg 11 Karte                    | Die Kirche wurde 1912 und 1913 als dreijochige Hallenkirche nach Entwürfen des Hagener Architekten Gustav Mucke errichtet. | 1911–1913                        | 1989-10-23       | A 0158          |
| weitere Bilder | Villa Düwelssiepen                                                | Düwelssiepen 11 Karte                  | Die Villa wurde 1887 von dem Architekten Carl Georg im Auftrag des Fabrikanten Otto Frieg errichtet. Die Fassaden wurden im Stil der Neorenaissance gestaltet. | 1887                             | 1989-11-23       | A 0262          |
| weitere Bilder | ehem. Jugendheim                                                  | Froschloch 14 Karte                    | Der um 1920 errichtete Fachwerkbau war Teil einer Gesamtplanung eines Gemeinde- und Freizeitzentrums, zu dem auch das Schwimmbad „Froschloch“ gehörte. | um 1920                          | 1989-11-28       | A 0271          |
| BW             | ehem. Lehrlingswerkstatt Harkort                                  | Am Spörkel 38b Karte                   | In diesem Gebäude wurde von Friedrich Harkort (1793–1880) eine unentgeltliche Lehrlingsausbildungswerkstatt eingerichtet, seinerzeit eine soziale Pioniertat. | um 1850                          | 1989-11-28       | A 0272          |
| BW             | ehem. Lehrlingswohnheim Harkort                                   | Am Spörkel 40 Karte                    | Das Gebäude gehörte zu Harkorts Eisengießerei. Friedrich Harkort (1793–1880) brachte wesentliche soziale Gesichtspunkte in die Arbeitswelt ein und sorgte für eine gute Ausbildung und Betreuung der Lehrlinge. In seinen letzten Lebensjahren gründete und unterhielt er hier eine Fortbildungsschule für handwerkliche Fächer. | um 1850                          | 1989-11-28       | A 0273          |
| weitere Bilder | Langelohschule                                                    | Löttringhauser Straße 237 Karte        | Um 1920 als sechsachsiger, zweigeschossiger Putzbau mit Mansarddach auf einer Anhöhe erbaut. Trotz seiner Entstehungszeit in den 1920er Jahren ist das Gebäude nicht im Stil der Neuen Sachlichkeit errichtet, sondern es zeigt – wie viele Behördenbauten dieser Zeit – noch Anklänge an die Formensprache des Neubarock (Symmetrie, Ecklisenen, abgewalmtes Mansarddach, gleichmäßig verteilte Fensterachsen). 1981 erfolgte die Fenstererneuerung, 1987 die Neueindeckung des Daches. | um 1920                          | 1989-11-28       | A 0274          |
| weitere Bilder | Ehem. Hof Poth                                                    | Stockumer Straße 475 Karte             | Die Hofanlage wurde Mitte des 19. Jahrhunderts errichtet. Zum Denkmalumfang gehören die Nebengebäude. | um 1850                          | 1989-11-28       | A 0275          |
| weitere Bilder | Feuerwehrhaus                                                     | Hellerstraße 8 Karte                   | Das damals „Spritzenhaus“ genannte Gebäude ist das älteste erhaltene Feuerwehrhaus auf Dortmunder Stadtgebiet und wurde 1909 mit einem Turm für den Feuerwehrschlauch errichtet. Es ist stilistisch ein gutes Beispiel für die vom Werkbund 1907 angeregte Reformarchitektur. | 1909                             | 1989-12-07       | A 0308          |
| weitere Bilder | Hofanlage mit Mauern und Nebengebäuden                            | Lütgenholthauser Straße 135 Karte      | 1907 und 1908 erfolgte der Wiederaufbau eines Ökonomiegebäudes an Stelle des Vorgängers und die Neuerrichtung eines Wohnhauses durch den Architekt Paul Baumeister aus Münster für den Gutsbesitzer Paul Neuhoff, gen. Lenz. Reste der älteren Hofanlage (ehem. Kuh- und Schweinestall) lagern auf einem nahezu L-förmigen Grundriss westlich an. Zur Hofanlage gehört eine südlich gelegene Scheune und Remise, die schon Bestandteil der alten Hofanlage war und 1907 erweitert sowie nach einem Brand 1913 auf dem alten Grundriss neu aufgebaut wurde. | 1907–1908                        | 1990-05-11       | A 0378          |
| weitere Bilder | ehem. Hof Lennhof                                                 | Menglinghauser Straße 20 Karte         | Nach einer Inschrift am Torbalken wurde das Gebäude 1829 durch den Menglinghauser Bauern Johann Lenhoff und seine aus Kruckel stammenden Frau Elsacatherina Söllerbeck erbaut. | 1829                             | 1990-07-04       | A 0384          |
| weitere Bilder | ehem. Hof Heimsath                                                | Baroper Straße 225 Karte               | Das Gebäude wurde um 1800 als Vierständerbau errichtet. Es hatte ursprünglich zusätzlich einen längserschlossenem Wirtschaftsteil, der 1982 abgerissen und durch einen Neubau ersetzt wurde. Unter Schutz steht neben dem zweigeschossigen Wohnteil der 1923 am Südgiebel in Fachwerkkonstruktion errichtete Verandaanbau. | um 1800                          | 1990-07-04       | A 0385          |
| BW             | ehem. Kotten Benninghof                                           | Beisterweg 18 Karte                    | Der Wohnteil des im Laufe der Zeit veränderten Gebäudes trägt die Bezeichnung „1815“. Trotz seiner Veränderungen prägt der ehem. Kotten zusammen mit den ehem. Höfen Scharmann und Junge die Baroper Heide und dokumentiert bis heute noch die ursprüngliche Besiedlungsform dieses Bereiches. Zum Denkmal gehört eine östlich vom Haupthaus gelegene Einfriedungsmauer, die aus einer Mischung von Ziegel- und Bruchsteinen errichtet wurde. | 1815                             | 1990-09-19       | A 0397          |
| weitere Bilder | Wohn- und Geschäftshaus                                           | Baroper Straße 234 Karte               | Das Wohnhaus mit Gaststätte wurde 1899 und 1900 durch den Architekten Willi Ruhfus für den Wirt Wilhelm Wagener errichtet. | 1899–1900                        | 1990-12-14       | A 0406          |
| weitere Bilder | ehem. Dorfschule                                                  | Hegemanns Heide 3 Karte                | Die ehem. Dorfschule wurde kurz vor 1900 errichtet. | vor 1900                         | 1991-01-29       | A 0410          |
| weitere Bilder | ev. Kirche St. Patroklus                                          | Patroklusweg 19 Karte                  | Die Kirche wurde schon im 12. Jahrhundert als Tochterkirche von St. Reinoldi erwähnt. Das Gebäude wurde zwischen 1789 und 1807 errichtet. Die welsche Haube des Turms ist in kleinerem Maßstab der früheren Haube von St. Reinoldi nachgebildet. 1935 wurde an der östlichen Chorseite ein Saal angebaut, der heute Sakristei ist. Zum Denkmalumfang gehören ein Taufstein von 1540, zwei große Grabplatten aus dem 18. Jahrhundert und ein von einer Bruchsteinmauer umgebener Kirchhof mit einigen Grabsteinen der 16. bis 18. Jahrhunderte. | 1789–1807                        | 1991-01-29       | A 0411          |
| weitere Bilder | ev. Kirche Eichlinghofen                                          | Eichlinghofer Straße 5 Karte           | Die Kirche wurde im zweiten Viertel des 13. Jahrhunderts errichtet. 1898 und 1899 wurde der alte Chor abgerissen und die Kirche durch ein Querhaus und einen neuen Chor erweitert. Nach Georg Dehio vertritt die ev. Kirche in Eichlinghofen „eine der ersten Entwicklungsstufen des Hallenkirchenbaus in Westfalen“. Zum Denkmalumfang gehört neben der historischen Bruchsteinmauer der Renaissance-Taufstein mit Inschrift von 1684 und die um 1700 erbaute Orgel. | um 1230, 1898–1899 (Erweiterung) | 1991-01-29       | A 0412          |
| weitere Bilder | Maschinenhaus der ehem. Zeche Glückaufsegen III                   | Am Rombergpark 31a Karte               | Das Gebäude wurde 1922 nach Plänen von Bauingenieur Hincke gebaut. | 1922                             | 1991-01-29       | A 0419          |
| weitere Bilder | Kriegerdenkmal                                                    | Löttringhauser Straße Karte            | Das Kriegerdenkmal wurde 1935 als Ehrenmal für die Gefallenen des Ersten Weltkriegs aus den Ortschaften Hombruch, Löttringhausen, Kirchhörde, Kruckel, Schanze, Auf dem Schnee, Groß- und Kleinholthausen errichtet. Die Ausführung erfolgte durch den Berliner Architekten Fritz Richter-Elsner. In der Mitte einer um einige Stufen erhöhten und eingefriedeten Platzanlage steht auf einem gemauerten Sockelkubus die etwa lebensgroße Bronzestatue eines uniformierten Soldaten mit Stahlhelm und vor sich aufgepflanztem Gewehr, breitbeinig und streng frontal wie eine Ehrenwache. Die Figur wird hinterfangen von einem apsidenförmigen halbrund mit fünf von Pfeilervorsprüngen gerahmten Reliefplatten mit allegorischen Darstellungen der Trauer und der Wehrbereitschaft und einer Inschrift, die der Toten des Ersten Weltkriegs gedenkt. Auf den Pfeilerflächen sind unter Flammenbecken die einzelnen Vororte genannt. Der Überlieferung nach haben Amerikaner bei ihrem Einmarsch im April 1945 auf den Bronzesoldaten geschossen. Daraufhin sollen Löttringhauser Bürger den 20-Zentner-Koloss im nahegelegenen Wald versteckt haben. Nachdem der Bronzesoldat von spielenden Kindern in einem Bombentrichter aufgefunden worden sei, soll er in der zweiten Hälfte der 1950er Jahre wieder an seinen ursprünglichen Standort zurückversetzt worden sein. 1959 wurde das Ehrenmal restauriert; die ursprünglichen Kupferplatten wurden durch Sandsteinplatten ersetzt. | 1935                             | 1991-01-29       | A 0421          |
| weitere Bilder | landwirtschaftliches Gebäude                                      | Patroklusweg 25 Karte                  | Der Truxhof gehörte in der ersten Hälfte des 12. Jahrhunderts dem Benediktinerkloster zu Deutz, danach war er Lehen der Grafen von Dortmund und deren Erben. Der Truxhof stellt den Typus eines Einzelhofes dar, dessen Ländereien größtenteils direkt beim Hof lagen, im Hofraum befand sich eine Kapelle als Eigenkirche. Das noch existierende Gebäude ist ein Vierständerbau, die Hoffassade wurde in der zweiten Hälfte des 19. Jahrhunderts vorgesetzt. | um 1125                          | 1991-01-29       | A 0422          |
| weitere Bilder | ev. Kapelle St. Margaretha, Klein-Barop                           | An der Palmweide 66 Karte              | Die 1348 erstmals urkundlich erwähnte und im 13. Jahrhundert errichtete Kapelle war ursprünglich eine Filiale von St. Reinoldi. Erst 1655 wurde die Margaretenkapelle selbständige ev. Kirche. Nach Abtragung des ursprünglichen Langhauses erfolgte 1829 ein Neubau als flachgedeckter Saal. Der romanische Chor wurde beibehalten. Auf dem die Kapelle umgebenden ehem. Kirchhof sind Grabsteine der 17. bis 19. Jahrhunderte erhalten, die ebenfalls unter Schutz stehen. | 13. Jahrhundert                  | 1991-02-04       | A 0428          |
| weitere Bilder | Wortmannshof                                                      | Baroper Straße 244 Karte               | Der Wirtschaftsteil wurde 1863 errichtet. Sein Hofgiebel ist bezeichnet mit „WW“ für Wilhelm Wortmann und „CG“ für Caroline Overbeck (Ehefrau von Wilhelm Wortmann). Der Wohnteil wurde mit städtischem Dekor versehen und ist am Türsturz des Eingangs mit 1851 bezeichnet. Die seitlichen Anbauten an der Traufseite stehen nicht unter Schutz. | 1851                             | 1991-09-18       | A 0463          |
| weitere Bilder | Kriegerdenkmal                                                    | Hagener Straße/ Stockumer Straße Karte | Das Kriegerdenkmal wurde 1872 zur Erinnerung an den Krieg 1870 und 1871 ursprünglich an der Kreuzung Pieper errichtet. Nach der Entfernung wegen des Kreuzungsneubaus 1974 erfolgte 1976 die Wiederaufstellung am heutigen Standort. | 1872                             | 1992-01-16       | A 0513          |
| weitere Bilder | Kilometerstein                                                    | Hagener Straße, Stockumer Straße Karte | In der Nähe des 1872 errichteten Kriegerdenkmals steht ein Kilometerstein mit der Aufschrift: „Herdecke 10 km, Hagen 18 km“. | 1872                             | 1992-01-16       | A 0514          |
| weitere Bilder | ehem. Wohnhaus mit Brunnen                                        | Spissenagelstraße 108 Karte            | Das Gebäude wurde 1870 zusammen mit dem Brunnen erbaut. Der innere Ausbau des Gebäudes und der Brunnenaufbau stehen nicht unter Schutz. | 1870                             | 1992-01-16       | A 0520          |
| weitere Bilder | Meilensteine                                                      | Am Rombergpark 65 Karte                | Die Postmeilensteine aus Ruhrsandstein wurden 1822 und 1847 im Auftrage der Preußischen Postverwaltung gefertigt. Der höhere der beiden stand ursprüngliche an der alten Köln-Berliner-Straße, der andere am Massener Damm vor Unna an der alten Köln-Berliner Hauptpoststrecke. Der hier nicht gezeigte Postmeilenstein ist bis auf Weiteres an das Ruhr Museum in Essen ausgeliehen. | 1822 und 1847                    | 1992-01-16       | A 0521          |
| BW             | ehem. Hof Neuhoff                                                 | Eichlinghofer Straße 10 Karte          | Das Gutshaus wurde 1907 im Stil einer städtischen Villa errichtet. Außer der Süd- und Ostseite des Gebäudes gehören die historischen Stützmauern zum Unterschutzstellungsumfang. | 1907                             | 1992-02-05       | A 0546          |
| weitere Bilder | Fachwerkwohnhaus                                                  | Mergelteichstraße 83 Karte             | Das Fachwerkhaus wurde um 1840 errichtet und besitzt Wohn- und Wirtschaftsteil. Unter Schutz steht nur der Wohnteil. | 1840                             | 1992-11-12       | A 0564          |
| weitere Bilder | Wohnhaus                                                          | Feldhofstraße 3 Karte                  | Das Fachwerkhaus wurde im letzten Viertel des 19. Jahrhunderts errichtet. | um 1888                          | 1993-04-20       | A 0582          |
| weitere Bilder | ehem. Kotten Scharmann                                            | Beisterweg 20 Karte                    | Der Fachwerkbau wurde in der zweiten Hälfte des 18. Jahrhunderts erbaut. | um 1775                          | 1993-06-28       | A 0595          |
| BW             | ehem. Hof Stinshoff                                               | Eichlinghofer Straße 14 Karte          | Das Hauptgebäude wurde 1894 als Gutshaus mit villenartigem Charakter errichtet. Mit unter Schutz stehen Stützmauern, Stellung und Umriss der Nebengebäude. | 1894                             | 1993-06-30       | A 0597          |
| weitere Bilder | Villa Opländer                                                    | Hollmannstraße 30 Karte                | Die Villa wurde 1924 nach Plänen des Architekten P. Backmann für den Fabrikanten Lois Opländer gebaut. Die Fassadengestaltung basiert auf barocken Gestaltungselementen. | 1924                             | 1993-06-30       | A 0599          |
| weitere Bilder | ehem. Pfarrhaus                                                   | Baroper Straße 231 Karte               | Der Fachwerkbau wurde 1739 errichtet. Im Zweiten Weltkrieg brannte das Haus teilweise ab und wurde danach mit massiver Rückseite wiederhergestellt. | 1739                             | 1993-06-30       | A 0600          |
| weitere Bilder | ehem. Vosshof                                                     | Baroper Straße 237 Karte               | Der Hof wurde um 1332 erstmals erwähnt. Das 1655 errichtete Gebäude war ursprünglich ganz aus Fachwerk. Seit dem Abbruch des Hauses im Jahre 1972 besteht nur noch der Ostgiebel aus Fachwerk, der Wiederaufbau erfolgte in Massivbauweise und gleicher Dimension. Außer dem Ostgiebel gehören die historischen Mauern zum Unterschutzstellungsumfang. | 1655                             | 1993-06-30       | A 0601          |
| weitere Bilder | kath. Kirche St. Clemens                                          | Deutsch-Luxemburger-Straße 36 Karte    | Die neugotische Stufenhalle wurde 1870 und 1871 von Arnold Güldenpfennig erbaut und 1896 erweitert. Nach Kriegszerstörungen 1947 und 1948 wurden die Gewölbe erneuert: Chor und Seitenschiffe analog zum Erstzustand als Kreuzrippengewölbe, das Mittelschiff als Flachdecke. 1964 erfolgte der Anbau mit hohem Schornstein an die südlich des Chores gelegene Sakristei. Unter Schutz stehen die Außenarchitektur und das konstruktive Innengerüst mit Seitenschiffgewölben sowie die Heiligenfiguren im Inneren. | 1870–1871                        | 1993-09-14       | A 0657          |
| weitere Bilder | Längsdeelenhaus mit Einfriedungsmauer                             | Großholthauser Straße 124 Karte        | Das Längsdeelenhaus mit Wohn- und Wirtschaftsteil entstand 1801 und 1802. Die Einfriedungsmauer steht mit unter Schutz. | 1801–1802                        | 1993-11-22       | A 0666          |
| weitere Bilder | Wohngebäude, ehem. Kutscherhaus, Parkanlage                       | Düwelssiepen 1/3 Karte                 | Das unter Schutz stehende Ensemble mit Wohngebäude, ehem. Kutscherhaus und Parkanlage wurde 1912 im Auftrag des Kaufmanns Fritz Gater von den Architekten D. & K. Schulze entworfen. Im Nebengebäude waren früher Remise, Ställe mit Arbeits- und Futterraum und eine große Wohnung für den Gärtner/Chauffeur untergebracht. | 1912                             | 1994-12-05       | A 0745          |
| weitere Bilder | Fachwerkwohnhaus                                                  | Baroper Straße 221 Karte               | Das Gebäude wurde vermutlich im letzten Viertel des 19. Jahrhunderts erbaut. Die Anbauten gehören nicht zum Denkmalumfang. | um 1888                          | 1997-08-13       | A 0848          |
| BW             | landwirtschaftliches Nebengebäude                                 | Am Kramberg 49 Karte                   | Das kleine Fachwerkhaus wurde vermutlich um die Mitte des 19. Jahrhunderts errichtet. An der südlichen Giebelwand entstand 1956 ein eingeschossiger Wintergartenanbau, der nicht zum Denkmalumfang gehört. | um 1850                          | 1997-11-11       | A 0849          |
| weitere Bilder | Fachwerkhaus                                                      | Baroper Bahnhofstraße 39 Karte         | Das Gebäude wurde in der zweiten Hälfte des 19. Jahrhunderts errichtet. An der Rückseite befindet sich links ein quer gestellter Anbau mit Satteldach, der ebenfalls unter Denkmalschutz steht. | um 1875                          | 1997-08-19       | A 0851          |
| weitere Bilder | Torhaus Brünninghausen                                            | Am Rombergpark 65 Karte                | Das Torhaus des ehem. Herrenhauses Brünninghausen entstand 1681. Nach Kriegsbeschädigung wurde es zwischen 1957 und 1959 wieder aufgebaut. Dabei wurden die Fenster mit Steinkreuzen versehen. | 1681                             | 1997-11-20       | A 0861          |
| weitere Bilder | Längsdeelenhaus mit Scheune                                       | Lütgenholthauser Straße 108 Karte      | Das Fachwerkhaus wurde um 1840 errichtet und die Längsdeele 1945 in Backstein neu ausgeführt. Die Scheune wurde 1909 unter Verwendung eines Giebels der alten Scheune von 1840 errichtet. Beide Gebäude stehen unter Denkmalschutz. | um 1840                          | 1998-12-18       | A 0886          |
| weitere Bilder | Wohnhaus                                                          | Hagener Straße 428 Karte               | Das Gebäude wurde vermutlich zwischen 1880 und 1895 errichtet. Zum Denkmalumfang gehören das Gebäude und die Einfriedung an der Hagener Straße aus der Erbauungszeit. | 1880–1895                        | 1999-02-15       | A 0890          |
| weitere Bilder | Café Orchidee und Pflanzenschutzhaus                              | Mergelteichstraße 40a Karte            | Das Gebäude wurde 1957 und 1958 nach Entwürfen des Städtischen Hochbauamtes errichtet. 1964 wurde das Café in nordöstlicher Richtung erweitert. Terrasse und Mauer stehen mit unter Denkmalschutz. | 1957–1958                        | 2000-02-02       | A 0919          |
| BW             | Hof Schulte-Lemberg                                               | Am Kramberg 45 Karte                   | Das ehemals landwirtschaftlich genutzte Längsdielenhaus aus Fachwerk über Steinsockel besitzt ein geradliniges Fachwerk in der für den Einzugsbereich des Hellwegs typischen Form und entstand vermutlich in der ersten Hälfte des 19. Jahrhunderts. Zum Denkmalumfang gehört auch die zur Straße 'Am Kramberg' gelegene Mauer aus geschichteten Bruchsteinen mit Backsteinfirst. | um 1825                          | 2000-09-26       | A 0924          |
| weitere Bilder | Lochstein der ehem. Zeche Henriette                               | Hugo-Heimsath-Straße 48 Karte          | Der ursprüngliche Standort lag ca. 300 Meter westlich auf dem heutigen Gelände der Uni Dortmund. |                                  | 2001-03-30       | A 0925          |
| weitere Bilder | Wohn- und Wirtschaftsgebäude                                      | Schneiderstraße 127 Karte              | Das Gebäude wurde 1859 errichtet. | 1859                             | 2001-05-08       | A 0928          |
| BW             | Hof Neuhoff                                                       | Schneiderstraße 128 Karte              | Zum Denkmalumfang gehören das Wohnhaus aus dem Jahr 1912 im Stil des Neoklassizismus und die Backstube, die wahrscheinlich um 1840 errichtet wurde. | 1840                             | 2002-12-17       | A 0944          |
| BW             | Wohnhäuser mit Gartenanlage                                       | Heidekrugweg 4/6 Karte                 | Die Anlage besteht aus zwei Wohnhäusern und dem zugehörigen Garten und wurde 1958 von dem Bochumer Architekten Roman Reiser für den Bergwerksdirektor Wilhelm Brandhoff errichtet. Die Gartenanlage entstand mit den Wohnhäusern, einem größeren Einfamilienhaus (Heidekrugweg 4) und einem kleineren Einfamilienhaus mit Einliegerwohnung (Heidekrugweg 6). Beide Gebäude gehören ihrer Formensprache nach einer Tendenz der Nachkriegsarchitektur an, die an die Traditionen des Neuen Bauens der 1920er Jahre anknüpft. Auch die Gartengestaltung entspricht dieser Richtung der 1950er Jahre. | 1958                             | 2005-07-26       | A 0966          |
| weitere Bilder | botanischer Garten Rombergpark                                    | Am Rombergpark 31 Karte                | Der ehem. Schlosspark, der 1927 an die Stadt Dortmund verkauft wurde, besteht aus dem Eiskeller aus dem Jahr 1819, dem westlich des Eiskellers vorhandenen Rest des alten Romberg'schen Nutzgartens, dem von Weyhe gestalteten Landschaftsgarten, der 1822 westlich des Teiches angelegten zweireihigen Allee aus Holländischer Linde, der großen Talwiese einschließlich der Gehölzgruppen an ihrem Rand, dem ehem. Botanischen Schulgarten von 1930, der um 1930 errichteten Bedürfnisanstalt mit Vorplatz und Hochbeet aus den 1850er Jahren, dem 1928 konzipierten Arboretum in der überarbeiteten Gestaltung der 1950er und 1960er Jahre, dem ab 1952 angelegten Rhododendronwald und dem Rombergsiepen, dem Rosengarten und dem von Gerd Krüssmann konzipierten Gehölzsichtungsgarten aus den 1950er Jahren, dem Wald mit der geographischen Gehölzsammlung östlich der Großen Talwiese, dem Torhaus von 1681 und dem Café Orchidee. | um 1800                          | 2006-02-16       | A 0970          |
| weitere Bilder | Wohnhaus                                                          | Großholthauser Straße 159a Karte       | Der Ursprung der Hofstelle wird ins späte 17. Jahrhundert datiert, das Erbauungsdatum des Hauses ist unbekannt. | um 1680 (Hofstelle)              | 2006-12-07       | A 1024          |
| weitere Bilder | Kommunalfriedhof Großholthausen                                   | Kruckeler Straße 120 Karte             | Der Friedhof entstand voraussichtlich in der zweiten Hälfte des 19. Jahrhunderts. Im Zuge der Umgestaltung des Friedhofswesens in den 1950er und 1960er Jahren wurde er vergrößert und zum Bezirksfriedhof ernannt. Der Denkmalumfang umfasst: Mausoleum der Familie Schulte-Großholthausen in spätklassizistischem Stil und Friedhofsmauer mit eingelassenen Grabplatten mit insgesamt sieben Grabdenkmäler in den Feldern 1, 2 und 7. | um 1875                          | 2007-02-26       | A 1029          |
| weitere Bilder | Gutsanlage Schultenhof                                            | Großholthauser Straße 120 Karte        | Der Hof ist einer der ältesten Bauerngüter der Region. Seine Geschichte geht bis in das 14. Jahrhundert zurück. 1806 wurde das heute noch bestehende Wohnhaus von Carl Conrad Friedrich Wilhelm Schulte und Henriette Meinberg erbaut. Die restliche heutige Hofanlage stammt im Wesentlichen aus der ersten Hälfte des 19. Jahrhunderts. Sie ist einheitlich mit sparsamen klassizistischen Details gestaltet. Unter Schutz stehen alle um den Innenhof angeordneten baulichen Anlagen des Schultenhofes. | um 1350 (Hof), 1806 (Wohnhaus)   | 2007-10-23       | A 1036          |
| weitere Bilder | Wohnhaus                                                          | Im Kühlen Grunde 5, 5a Karte           | Das Gebäude wurde von Fritz August Breuhaus de Groot für den Kaufmann Peter Rehme geplant und 1948 und 1949 mit Alfred Kalmbacher als Bauleiter gebaut. Zum Denkmalumfang gehören das Haupthaus mit Terrasse einschließlich Brunnen, überdachter Terrassenteil vor dem Speisezimmer, begrenzender Pergola, Garage mit Kleinwohnung, Vorgarten mit gepflasterter Autovorfahrt und Einfriedung. | 1948–1949                        | 2008-07-17       | A 1040          |

Ehemalige Baudenkmäler
| Bild           | Bezeichnung                  | Lage                    | Beschreibung                       | Bauzeit | Eingetragen seit | Denkmal- nummer |
| -------------- | ---------------------------- | ----------------------- | ---------------------------------- | ------- | ---------------- | --------------- |
| weitere Bilder | Gaststätte Mentler           | Schneiderstraße 1 Karte | Das Gebäude wurde 2013 abgerissen. |         |                  | A 0883          |
| weitere Bilder | landwirtschaftliches Gebäude | Hellerstraße 27 Karte   |                                    |         |                  | A 0891          |